# Opérateur de Volterra
En mathématiques, dans le domaine de l'analyse fonctionnelle, l'opérateur de Volterra, nommé d'après Vito Volterra, n'est autre que l'opération de l'intégration indéfinie, vue comme un opérateur linéaire borné sur l'espace {\displaystyle L^{2}([0,1])} des fonctions de {\displaystyle [0,1]} à valeurs dans {\displaystyle \mathbb {C} } et de carré sommable. C'est l'opérateur correspondant aux équations intégrales de Volterra.

## Définition
L'opérateur de Volterra {\displaystyle V} peut être défini pour une fonction {\displaystyle f\in L^{2}([0,1])} et un nombre {\displaystyle t\in [0,1]} par:
{\displaystyle V(f)(t)=\int _{0}^{t}f(s)~\mathrm {d} s.}

## Propriétés
- {\displaystyle V} est un opérateur linéaire borné entre espaces de Hilbert, avec un opérateur adjoint hermitien:{\displaystyle V^{*}:f\mapsto \left[t\mapsto \int _{t}^{1}f(s)~\mathrm {d} s\right].}

- {\displaystyle V} est un opérateur compact[1] (c'est même un opérateur de Hilbert–Schmidt (en) car c'est un opérateur intégral dont le noyau est de carré intégrable).

- {\displaystyle V} n'a pas de valeurs propres et par conséquent, d'après la théorie spectrale des opérateurs compacts, son spectre {\displaystyle 0\in \sigma (V)}[1].

- {\displaystyle V} est un opérateur quasi-nilpotent (c'est-à-dire que le rayon spectral {\displaystyle \rho (V)} est nul), mais il n'est pas nilpotent.
- La norme de {\displaystyle V} est exactement {\displaystyle \|V\|={\frac {2}{\pi }}}[1].

## Cas des fonctions continues
On peut de la même manière définir l'opérateur de Volterra sur l'espace {\displaystyle {\mathcal {C}}^{0}([0,1])} des fonctions continues sur {\displaystyle [0,1]} muni de la norme {\displaystyle \|\cdot \|_{\infty }}:
{\displaystyle V:f\mapsto \left[x\mapsto \int _{0}^{x}f\right].}
De même que dans le cas {\displaystyle L^{2}([0,1])} ci-dessus, {\displaystyle V} n'a pas de valeur propre et {\displaystyle \sigma (V)=\{0\}}.

## Source de la traduction
- (en) Cet article est partiellement ou en totalité issu de l’article de Wikipédia en anglais intitulé « Volterra operator » (voir la liste des auteurs).